# هيثر برايت
هيثر برايت (بالإنجليزية: Heather Bright)‏ هي مغنية مؤلفة أمريكية، ولدت في 15 يوليو 1982 في سبارتانبرغ في الولايات المتحدة.

## وصلات خارجية
- الموقع الرسمي
- هيثر برايت على موقع ميوزك برينز (الإنجليزية)
- هيثر برايت على موقع أول ميوزيك (الإنجليزية)
- هيثر برايت على موقع ديسكوغز (الإنجليزية)